# 2 Lacertae
2 Lacertae, som är stjärnans Flamsteed-beteckning, är en dubbelstjärna belägen i den mellersta delen av stjärnbilden Ödlan. Den har en genomsnittlig skenbar magnitud på ca 4,54 och är svagt synlig för blotta ögat där ljusföroreningar ej förekommer. Baserat på parallaxmätning inom Hipparcosuppdraget på ca 5,9 mas, beräknas den befinna sig på ett avstånd på ca 550 ljusår (ca 170 parsek) från solen. Den rör sig närmare solen med en heliocentrisk radialhastighet av ca -10 km/s. Stjärnan projiceras mot bakgrund av stjärnföreningen Lacertae OB1 nordost om huvudkoncentrationen av stjärnor, men den är sannolikt ett förgrundsobjekt.

## Egenskaper
Primärstjärnan 2 Lacertae A är en blå till vit stjärna i huvudserien av spektralklass B6 V, som är nära att lämna huvudserien efter att nästan ha förbrukat förrådet av väte i dess kärna. Den har en massa som är ca 5 solmassor, en radie som är ca 4,8 solradier och utsänder ca 1 080 gånger mera energi än solen från dess fotosfär vid en effektiv temperatur av ca 14 000 K.
2 Lacertae är en misstänkt variabel av ellipsoidisk typ (ELL:), som varierar mellan visuell magnitud +4,53 och 4,56 utan någon fastställd periodicitet.
2 Lacertae är en dubbelsidig spektroskopisk dubbelstjärna där båda stjärnorna ingår i huvudserien av spektraltyp B, som kretsar kring varandra med en omloppsperiod av 2,616 dygn och med en excentricitet på ca 0,04. Primärstjärnan beräknas vara ungefär en magnitud ljusare än följeslagaren.